# 保州 (唐朝)
保州，中国唐朝时设置的州。
唐玄宗开元二十八年（740年）置奉州，治定廉县（今四川省理县北朴头乡）。天宝元年（742年）改为云山郡。天宝八载（749年）移治天保军，天保军改名云山县（今理县西北米亚罗镇十八拐村），改为天保郡。唐肃宗乾元元年（758年）更名保州，下辖定廉县、云山县、安居县（今四川省理县古尔沟镇沙坝村）、归顺县（今四川省理县夹壁乡）。辖境相当今四川理县西北地。唐代宗广德元年（763年）后地入吐蕃。在维州薛城县（今理县甘堡乡）设保州。唐顺宗永贞元年（805年）又改名古州，唐宪宗元和年间复为保州。北宋为羁縻州，属威州。宋徽宗政和四年（1114年）改为祺州。
保州刺史
- 董嘉俊（758年）
- 董振（801年）